# By fair means
By fair means est une expression anglaise utilisée notamment dans le domaine de l'alpinisme ou de l'escalade. Elle indique que la montagne a été gravie par des moyens licites ou honnêtes.

## Origine supposée de l'expression
Cette expression fut utilisée pour la première fois en 1880 dans le contexte de l'alpinisme par Albert Frederick Mummery. Après avoir renoncé à l'ascension de la dent du Géant au bout de 50 m, celui-ci laissa sa carte de visite sur place avec la mention « Absolutely inaccessible by fair means ».

## Utilisation moderne
L'écrivain-aventurier Sylvain Tesson emploie cette expression dans des propos rapportés par le magazine en ligne L'Express en 2005 :
« Parallèlement, j'étais stégophile, c'est-à-dire que j'escaladais les toitures, essentiellement celles des cathédrales. J'ai passé des nuits entières sur des clochers ou des flèches, au sommet de Notre-Dame, de Saint-Germain-des-Prés et même du Mont-Saint-Michel. Tout cela m'a appris à randonner léger et by fair means, comme disent les Britanniques, soit uniquement à l'aide des mains et des pieds ».

### La voie du compresseur
En 2012, une controverse, naît du déséquipement de la voie du compresseur sur le Cerro Torre en Argentine. Cette voie avait été équipée par Cesare Maestri, Carlo Claus et Ezio Alimonta. Jason Kruk et Hayden Kennedy, après avoir emprunté la voie, le 9 janvier, en utilisant 2 ou 5 points, décident de la déséquiper. Ils coupent une centaine de pitons.
« Maestri’s actions were a complete atrocity. His use of bolts and heavy machinery was outrageous, even for the time. The Southeast Ridge was attainable by fair means in the 70s, he stole that climb from the future. »
— Jason Kruk et Hayden Kennedy, Rock & Ice.

« L'action de Maestri était absolument exécrable. Son utilisation des spits et d'un équipement lourd était scandaleuse, même à l'époque. L'arête sud-est était atteignable par des moyens licites dans les années 1970. Il avait privé de cette ascension les alpinistes à venir. »

— Jason Kruk et Hayden Kennedy